# فدرالية رابطة حقوق النساء
فدرالية رابطة حقوق النساء هي حركة اجتماعية نسوية مغربية، تجمع مختلف شرائح المجتمع والفئات النسائية حول قيم المساواة وحقوق الإنسان والعدالة الاجتماعية والتضامن والديمقراطية وتستهدف النساء ضحايا العنف من مختلف الفئات الاجتماعية.

## التاسيس
تأسست الرابطة الديمقراطية لحقوق المرأة في 18 أبريل 1993 بمدينة الدار البيضاء. وهي حركة اجتماعية نسوية مستقلة تروم التغيير المجتمعي وتغيير العقليات وتدمج كل الفئات رجالا ونساء وشبابا في قضية الحقوق الإنسانية للنساء في ظل مجتمع ديمقراطي حداثي. بعد تراكمات نضالاتها واتساع مجال اشتغالها الميداني والترافعي واتساع قاعدة منخرطاتها ومنخرطيها كونت جمعيات متخصصة في مجال مناهضة العنف والتمييز المبنين على النوع الاجتماعي وأصبح اسمها «الفدرالية الديمقراطية لحقوق المرأة» في مؤتمر 2009، والذي تغير بدوره في مؤتمر 2016 ليصبح «فدرالية رابطة حقوق النساء». من مؤسساتها: امي فامة، منيى الشادي، فوزية العسولي، حليمة بناو، لطيفة بوشوى، نعيمة تكروين، زهرة صادق، خديجة زنيدر 

## أهداف الجمعية
تعمل فدرالية رابطة حقوق النساء على تقوية القدرات النسائية والتمتع بكافة الحقوق الأساسية والقضاء على كل أشكال التمييز ضد النساء وعلى كل أشكال العنف ضدهن وتغيير العلاقات الاجتماعية المبنية على التراتبية والهيمنة الذكورية وبناء علاقات قائمة على المساواة بين النساء والرجال واحترام حقوق الإنسان. كما تعمل على تحقیق المناصفة من خلال تمكین النساء والرجال بشكل متساوٍ من الولوج إلى سلطة التمثیل وسلطة القرار في مختلف مجالات الحیاة،  

## إستراتيجية العمل
تسعى الجمعية إلى تحقيق أهدافها من خلال استراتيجيتها التي تنبني على محورين أساسيين:

### المحور الأول
يرتكز على عمل القرب من خلال حملات التوعية والتحسيس في صفوف النساء وخدمات الاستماع والإرشاد والتوجيه القانوني والدعم النفسي للنساء ضحايا العنف المبني عن النوع الاجتماعي والقوافل التضامنية مع النساء والساكنة بمختلف جهات المغرب.

### المحور الثاني
يتبنى العمل الترافعي من أجل تغيير القوانين المجحفة في حق النساء، وتسعى فدرالية رابطة حقوق النساء جاهدة إلى التأثير على المؤسسات الوطنية والدولية من أجل إقرار المساواة الكاملة بين النساء والرجال على جميع المستويات وإعمال مقاربة النوع، وذلك من خلال الأنشطة التي تنظمها الفيدرالية والجمعيات التابعة لها من قبيل شبكة الرابطة «نجاد ضد عنف النوع، العمل التضامني، فضاء المستقبل، ومركز الإعلام والرصد للنساء المغربيات» والمتمثلة فيما يلي:
- مراجعة التشريع والترسانة القانونية في اتجاه ترسيخ المساواة الكاملة بين النساء والرجال؛
- محاربة العنف ضد النساء وتقديم الخدمات للنساء في وضعية صعبة؛
- التكوين والتحسيس والتوعية ومحاربة الأمية؛
- مقاربة النوع الاجتماعي؛
- تمثيل النساء في مواقع صنع القرار؛
- تشجيع الأنشطة النسائية المدرة للدخل؛
- المرافعة والضغط من أجل ضمان الحقوق الأساسية للنساء؛
- التربية على المساواة والمواطنة؛
- تحسين صورة المرأة في الإعلام ومحاربة العنف الرمزي؛
- تشجيع الإبداع النسائي والبحث العلمي وخاصة المرتبط بالقضايا النسائية.

كما تنسق الفيدرالية عمل شبكة نساء متضامنات وهي شبكة واسعة من الجمعيات المحلية المشتغلة في مجال التنمية ومناهضة العنف والتمييز ضد النساء.

## أحداث بارزة
- 7 مارس 2020 فيدرالية رابطة حقوق النساء تنظم ندوة وطنية بالدار البيضاء احتفاء باليوم العالمي لحقوق النساء، حول موضوع “من أجل نموذج تنموي ضامن للمساواة والمناصفة والعدالة الاجتماعية"، بمشاركة خبراء وخبيرات في المجالات الاقتصادية والقانونية والاجتماعية والثقافية والبيئية وتأتي هذا الندوة في اطار النقاش الوطني حول بلورة نموذج تنموي جديد؛
- 11 أبريل 2019 فديرالية رابطة حقوق النساء تراسل رئيس الحكومة حول “الحماية الاجتماعية وصيانة حقوق وحياة العاملات الزراعيات في الضيعات الفلاحية وضمان كرامتهن وسلامتهن ”